# Le Mesnil-Théribus
Le Mesnil-Théribus é uma comuna francesa na região administrativa de Altos da França, no departamento de Oise. Estende-se por uma área de 6,61 km². Em 2010 a comuna tinha 833 habitantes (densidade: 126 hab./km²).